# Nihoa raleighi
Nihoa raleighi är en spindelart som beskrevs av Raven 1994. Nihoa raleighi ingår i släktet Nihoa och familjen Barychelidae. Inga underarter finns listade i Catalogue of Life.